# Roger Clemens
William Roger Clemens (Dayton, 4 agosto 1962) è un ex giocatore di baseball statunitense.
Soprannominato "Rocket", è considerato uno dei più grandi lanciatori di tutti i tempi. Ha vinto sette premi Cy Young Award come miglior lanciatore dell'anno, due in più rispetto a qualsiasi altro pitcher della Major League, il primo nel 1986 con i Boston Red Sox e l'ultimo nel 2004 con gli Houston Astros. In entrambe le stagioni con i Toronto Blue Jays, nel 1997 e nel 1998, ha conseguito il risultato della tripla corona (vittorie, media PGL e strikeout). Il 13 giugno 2003, con i New York Yankees ha ottenuto i 4000 strikeouts in carriera, uno dei quattro giocatori ad aver superato questo punteggio, e la sua vittoria n° 300, unico giocatore ad aver realizzato entrambi i record nel corso della stessa partita.
Con la nazionale di baseball degli Stati Uniti d'America ha disputato il World Baseball Classic 2006.
Dopo essersi ritirato nel 2007, Clemens è tornato a giocare nel 2012 nella lega indipendente Atlantic League of Professional Baseball, nelle file dei Sugar Land Skeeters.

## Palmarès

### Club
- World Series: 2

New York Yankees: 1999, 2000

### Individuale
- MVP dell'American League: 1

1986
- MLB All-Star: 11

1986, 1988, 1990–1992, 1997, 1998, 2001, 2003–2005
- MVP dell'All-Star Game: 1

1986
- Cy Young Award: 7

1986, 1987, 1991, 1997, 1998, 2001, 2004
- Tripla corona: 2

1997, 1998
- Leader della MLB in vittorie: 4

1986, 1987, 1997, 1998
- Leader della MLB in media PGL: 7

1986, 1990–1992, 1997, 1998, 2005
- Leader dell'American League in strikeout: 5

1988, 1991, 1996–1998
- Formazione del secolo della MLB